# Sylvie Weil
Sylvie Weil (Nova York, 12 de setembre de 1942) és una professora i escriptora francesa.
És filla del matemàtic André Weil i neboda de la filòsofa Simone Weil.

## Biografia
Filla del matemàtic André Weil, va néixer als Estats Units on els seus pares havien emigrat per fugir la persecució dels jueus d'Europa. Va passar una part de la seva infantesa a São Paulo i a Chicago i va fer els seus estudis secundaris a França.
Agregada en llengües clàssiques, ensenya a França i als Estats Units, sobretot al Barnard College, a Bennington College i a la universitat de la Ciutat de Nova York. Les seves novel·les per a joves han estat traduïdes i publicades als Estats Units
És aprenent a llegir la Bíblia hebrea que descobreix Rachi, el famós comentarista de la Torah. Presa de passió per l'univers del judaisme champenois del segle xi, escriu l'any 2000 la vida de Rabbi Salomon ben Isaac a les Veremes de Rachi.
L'any 2009, va publicar A can Weil, un retrat creuat del seu pare André Weil i de la seva tieta Simone Weil, dues figures clau en les idees del segle xx.

## Obra publicada

### Literatura
- A Nova York no hi ha terratrèmols : noves, Editàvem La Paraula Boja (1a Flammarion), 1984
- Les Reines del Luxemburg : romànic, Flammarion, 1991
- El Jardí de Dima : noves, Flammarion, 1995
- Les Veremes de Rachi : romànic, primera edició Flammarion 2000, 2a Terra d'Autores, 2013
- Jocs : noves, HB Editàvem, 2000
- La Butlla Malson : romànic, Joëlle Losfeld, 2005
- A can Weil : relat, Buchet-Chastel, 2009
- L'Areng i el Saxòfon : romànic, Buchet-Chastel, 2013
- Selfies : romànic, Buchet-Chastel, 2015

- El mirall de Elvina, L'Escola dels ocis, coll. Medium », 2002
- Elvina i la noia del rei Salomon, L'Escola dels ocis, coll. Medium », 2004
- Jonas, el peix i mi, L'Escola dels ocis, 2006

### Literatura juvenil
- Tresors de les expressions franceses, Éditions Belin, 1981
- Tresors de la cortesia francesa, Éditions Belin, 1983
- La molsa d'Elvina, L'École des loisirs, coll. « Medium », 2001
- El mirall d'Elvina, L'École des loisirs, coll. « Medium », 2002
- Elvina i la filla del Rei Salomó, L'École des loisirs, coll. « Medium », 2004
- Jonas, el peix i jo, L'École des loisirs, 2006